# Dicranota (Ludicia) trifurcata
Dicranota (Ludicia) trifurcata is een tweevleugelige uit de familie Pediciidae. De soort komt voor in het Palearctisch gebied.